# T3 (Kentucky Kingdom)
T3 (eerder T2) is een omgekeerde achtbaan in het attractiepark Six Flags Kentucky Kingdom in de Amerikaanse stad Louisville. De volledige naam van de achtbaan luidde: 'T2 Terror to the second power'. Bij de heropening van het park in 2014 werd de naam van de baan gewijzigd naar 'T3 Terror to the third power'.
De achtbaan werd in 1995 gebouwd door Vekoma. Het was de eerste Suspended Looping Coaster in Noord-Amerika. Het is een van de enige twee prototypes van dit achtbaanmodel die gebouwd zijn. Hiervoor was er al één in Europa gebouwd. Deze staat in Nederland in Walibi Flevo (tegenwoordig Walibi Holland): El Condor (tegenwoordig Condor).

## Herschilderingen
Six Flags had eind jaren negentig het idee om alles in een Batman-thema uit te voeren. De baan is wel zwart geverfd, maar daarna heeft Six Flags het Batman-thema niet doorgezet.  In 2015 werd de achtbaan volledig rood geschilderd.

## Rit-ervaring
De achtbaan is niet erg geliefd bij achtbaanliefhebbers, volgens hen is de rit te wild en erg pijnlijk. In 2008 zijn er daarom een aantal aanpassingen aangebracht, waaronder het weghalen van roest. In 2015 kreeg de baan nieuwe treinen die comfortabeler zijn.
Gesloten achtbanen: Chang · Greezed Lightnin' · Roller Skater · T² · Thunder Run · Stormchaser

Eerder gesloten en weggehaald: Road Runner Express · Starchaser · Vampire